# Мерцаловка (Курская область)
Мерцаловка — деревня в Медвенском районе Курской области России. Входит в состав Вышнереутчанского сельсовета.

## География
Деревня находится на юге центральной части Курской области, в пределах Среднерусской возвышенности, в лесостепной зоне, к северу от реки Любач, на расстоянии примерно 14 километров (по прямой) к юго-западу от Медвенки, административного центра района. Абсолютная высота — 224 метра над уровнем моря.

### Климат
Климат характеризуется как умеренно континентальный, с тёплым летом и умеренно холодной зимой. Среднегодовая температура воздуха — 5,5 °C. Абсолютный минимум температуры воздуха самого холодного месяца (января) составляет −37 °C; абсолютный максимум самого тёплого месяца (июля) — 35 °C. Безморозный период длится около 151 дня в году. Среднегодовое количество атмосферных осадков составляет 587 мм, из которых большая часть выпадает в тёплый период.

### Часовой пояс
Деревня Мерцаловка, как и вся Курская область, находится в часовой зоне МСК (московское время). Смещение применяемого времени относительно UTC составляет +3:00.

## Население
| 2002 | 2010 |
| ---- | ---- |
| 51   | ↗57  |

### Половой состав
По данным Всероссийской переписи населения 2010 года в половой структуре населения мужчины составляли 45,6 %, женщины — соответственно 54,4 %.

### Национальный состав
Согласно результатам переписи 2002 года, в национальной структуре населения русские составляли 72 %.

## Инфраструктура
Личное подсобное хозяйство. В деревне 25 домов.

## Транспорт
Мерцаловка находится в 16 км от автодороги федерального значения М2 «Крым» (часть европейского маршрута E 105), в 1 км от автодороги межмуниципального значения 38Н-185 (М-2 «Крым» — Гахово), в 28 км от ближайшего ж/д остановочного пункта 439 км (линия Льгов I — Курск).
В 95 км от аэропорта имени В. Г. Шухова (недалеко от Белгорода).